# Illényi Katica
Illényi Katica (Budapest, 1968. február 17. –) Liszt Ferenc-díjas magyar hegedű és teremin művész, érdemes és kiváló művész. A Magyar Művészeti Akadémia Zeneművészeti tagozatának köztestületi tagja.

## Életpályája
Klasszikus zenész családba született. Édesanyja gyógypedagógus és nagyon jól zongorázik. Édesapja, Illényi Ferenc – Katica első tanára – a Magyar Állami Operaházban hegedült, és elhatározta, hogy mind a négy gyermekét muzsikusnak neveli. Katica és három testvére – Ferenc, Anikó és Csaba – számára már 3 és fél éves koruktól kezdve természetes volt a napi több órás gyakorlás.
14 éves korában felvették a Liszt Ferenc Zeneművészeti Egyetem „Különleges tehetségek” osztályába, ahol Kovács Dénes tanította. Közben a Bartók Béla Zeneművészeti Szakközépiskolában érettségizett.
A Zeneművészeti Egyetem évei alatt már az a Magyar Állami Operaház és az Erkel Színház zenekarában játszott.
1991-ben kapta meg hegedűművész diplomáját a Liszt Ferenc Zeneművészeti Egyetemen.
Friss diplomás hegedűművészként mégis szűknek érezte a klasszikus zenei nyelv határait, egész lényével akart szólni. Ekkor született meg benne az elhatározás, hogy nemcsak hegedülni, hanem énekelni, táncolni is szeretne. Így hangképzésre járt és a hegedű mellett az ének lett a második hangszere. Mindemellett színészmesterséget, jazz és sztepptáncot tanult. A pályakezdés első éveiben – hegedűművésztől szokatlan módon – színdarabokban, énekes-táncos operett és musicalek főszerepeit játszotta, itthon és külföldön egyaránt, melyekben természetesen a hegedülés is fontos szerepet kapott. Eközben a klasszikus zene mellett az igényes „könnyebb” műfaj irányzataival is megismerkedett. A jazz, a szving és a világzenékben kutatja azokat a stílusbeli különlegességeket, amelyeket a komolyzenén keresztül még nem ismerhetett meg.
1996-tól 2002-ig énekes-hegedűse volt a Budapest Klezmer Band-nek.
Fordulópontnak bizonyult életében az 1999-es év, melynek során a különböző televíziós show-műsorok szólóban hívták őt szerepelni.
2002-től önálló karrierbe kezdett. Azóta évente ad saját szervezésű, nagyszabású koncerteket, mindig új repertoárral a komolyzene a jazz és az igényes könnyűzene műfajában. Koncertjein felcsendülnek a klasszikus hegedűirodalom gyöngyszemei mellett filmzenék, világzenék, valamint ismert jazz és Broadway melódiák is. Bach, Csajkovszkij, Paganini, Dvořák, Gershwin, Morricone, Michel Legrand és John Williams zenéi mellett a magyar zeneszerzők Bartók, Kodály, Liszt és Weiner Leó művei is helyet kapnak. 
2014. január 4-én, a Művészetek Palotája Bartók Béla Nemzeti Hangversenytermében megrendezett újévi koncertjén mutatta be először a teremin nevű hangszert, amelyet nem kell megérinteni a megszólaltatáshoz. A nemzetközileg is nagyon kevés teremin művész közül jelenleg a világon az egyetlen magyar előadó, aki koncertezik ezen a misztikus hangszeren.
A klasszikus zene mellett elkötelezettje lett a magas színvonalú könnyűzenének, önálló estjein énekel, hegedül, tereminen játszik és sztepp táncol. Szórakoztató történetekkel vezeti át közönségét egyik zenei műfajból a másikba. Lételeme a szórakoztatás, a közönséggel való folyamatos kommunikáció (interaktív kapcsolat) és az igényes zene megismertetése. „Véleményem szerint nem igaz, hogy az emberek a komolyzenét nem szeretik, csupán csak nem ismerik“
Sokoldalú előadásaival bizonyítja, hogy van átjárhatóság a különböző zenei irányzatokban, hidat képez a kultúrák között. Személyisége, szakmai felkészültsége, munkássága és ismertsége lehetővé teszi, hogy népszerűségén keresztül széles társadalmi rétegekhez eljussanak a magyar szerzők művei, a klasszikus zene, a dzsessz és az igényes könnyűzene egyaránt. Pályájának fontos célja, hogy a magyar zenekultúra rangja, nemzetközi elismertsége világszerte még tovább növekedjék. 
A hazai zenei kultúrát nemzetközileg reprezentáló művészek sorába választották Kocsis Zoltán, Rost Andrea és Sebestyén Márta mellett 2010-ben. 
Jótékonysági koncertjein felhívja a figyelmet egymásra utaltságunkra, az önzetlen segítőszándék fontosságára. Többek között részt vett a Városmisszióban Budapesten a Katolikus Egyház felkérésére, Győrben az Evangélikus Egyház meghívására és a Nemzetközi Vöröskereszt munkájában is. 
2014 óta a Magyar Művészeti Akadémia Zeneművészeti Tagozatának köztestületi tagja.
Kőbánya Díszpolgára 2018.
Budakeszi Díszpolgára 2019.

## Díjai, elismerései
- eMeRTon-díj (2002)
- Artisjus–díj (2010)
- Liszt Ferenc-díj (2012)
- Érdemes művész (2015)
- Kiváló művész (2020)

## Hegedűművészi tanulmányai
- 1991: Liszt Ferenc Zeneművészeti Egyetem hegedűművész / hegedűtanári diploma
- 1986–1991: Liszt Ferenc Zeneművészeti Egyetem
- 1982–1986: Liszt Ferenc Zeneművészeti Egyetem, Előkészítő Tagozat – Különleges Tehetségek Osztálya, tanára: Kovács Dénes
- 1982–1986: Bartók Béla Zeneművészeti Szakközépiskola – közismereti tanulmányok, a zenei tárgyakat a Liszt Ferenc Zeneművészeti Egyetemen végzi
- 1984–1985: az akkori Nyugat-Németországban, korengedménnyel a detmoldi Zeneművészeti Főiskola,

a Musikhochschule Detmold hegedű-szakos növendéke Tanára: Varga Tibor
- 1980–1981: Svájc / Sion, a nemzetközi „Festival Tibor Varga” hegedű mesterkurzus
- 1971–1982: hegedű tanulmányok, mint magántanuló, tanára Illényi Ferenc az Operaház Zeneakarának hegedűművésze. 3 és fél éves korában kezdte zenei tanulmányait

### Egyéb tanulmányok, hangszerek
- 2014: Summer Theremin Academy, Franciaország – teremin mesterkurzus
- 2014-től hangképzés – Magyar Hajnal Énekstúdió
- 2013-tól tanul a teremin nevű hangszeren
- 1996–2004: jazztánc – Földi Béla (Budapest Táncszínház)
- 1994: színészmesterség – Fővárosi Operettszínház Stúdiója
- 1992–1996: jazz-ének – OSZK, tanára: Garay Attila
- 1991-től klasszikus hangképzés – tanárai: Adorján Ilona, Szilágyi Olga
- 1991–2014: sztepptánc – tanárai: Pécsi Gizi, Bóbis László, Pirovits Árpád

## Albumai (audio és video), hazai és nemzetközi megjelenései
- 2020: Jubileumi koncert
- 2019: Lullaby – Beautiful Melodies by Contemporary composers
- 2018: Tango Classic CD-DVD
- 2017: Illényi Katica és barátai koncert, Kongresszusi Központ
- 2016: Theremin Christmas CD
- 2016: Újévi koncert a Budapesti Vonósokkal CD-DVD
- 2014: 80 nap alatt a Föld körül CD-DVD
- 2013: Reloaded Jazzy Violin CD
- 2013: Világhírű filmzenék CD
- 2012: Hegedűvel a világ körül 3 CD – 1 DVD
- 2012: Classic violin DVD
- 2011: Live in Budapest DVD
- 2010: Illényi Katica és testvérei koncertje a Művészetek Palotájában CD-DVD
- 2009: Szerelmesék DVD
- 2008: The Jazzy Violin CD
- 2007: Tavaszi koncert a Zeneakadémián DVD
- 2006: Koncert a Művészetek Palotájában 2006 CD-DVD
- 2005: Honeysuckle rose / Mézillatú nyár CD
- 2002: Premier / CD

1. Listaelem

## Koncertfelvételei
- 2018: Jubileumi koncert – Kongresszusi Központ Közreműködők: Illényi Anikó – cselló, Illényi Csaba – hegedű, Sárik Péter trió, Pintér Tibor – gitár, Illés János – flamenco gitár, Bencsik Andrea -flamencotánc, Pirovits Árpád – sztepptánc, Kocsis Zoltán – argentin tangó; karmester: Silló István
- 2017: Tango Classic – Vigadó, Díszterem; közreműködők: Anima Musicae Kamarazenekar; Termes Rita – zongora; karmester: Rácz Márton
- 2017: Jubileumi koncert – Kongresszusi Központ; közreműködők: Illényi Csaba – hegedű, Micheller Myrtill, Magyar Hajnal, Sárik Péter trio, Pintér Tibor – gitár, Pirovits Árpád – sztepptánc
- 2016: Újévi koncert – Budapest, Royal Bálterem; közreműködők: Budapesti Vonósok Kamarazenekar; Ott Rezső – zongora, Csízy László – dobok
- 2014: 80 nap alatt a Föld körül Művészetek Palotája, Bartók Béla Nemzeti Hangversenyterem; közreműködők: Győri Filharmonikus Zenekar; vendég: Illényi Anikó – cselló, Illényi Csaba – hegedű, Andras de Laszlo – trombita; karmester: Silló István
- 2011: Live in Budapest Művészetek Palotája, Bartók Béla Nemzeti Hangversenyterem; közreműködők: Győri Filharmonikus Zenekar vendég: Illényi Csaba – hegedű Karmester: Silló István
- 2010: Illényi Katica és testvérei koncertje Művészetek Palotája, Bartók Béla Nemzeti Hangversenyterem; közreműködők: Budafoki Dohnányi Szimfonikus Zenekar; vendégek: Illényi Anikó – cselló, Illényi Ferenc – hegedű, Illényi Csaba – hegedű; karmester: Silló István
- 2010: Koncert a Vígszínházban Faludi Judittal, Szenthelyi Miklóssal és a Magyar Virtuózok Kamarazenekarral
- 2009: Szerel-mesék – Tivoli Színház Egyszemélyes színházi előadás régi magyar filmdalokból; zongorán közreműködik: Silló István, Kemény Gábor, Darvas Ferenc
- 2008: Koncert a Tháliában; vendég: Illényi Anikó – cselló, Deseő Csaba – jazzhegedű, Gyárfás István – gitár; közreműködik: Cseke Gábor kvintett
- 2008: Stéphane Grappelli emlékkoncert Thália Színház; vendég: Deseő Csaba – jazzhegedű, Gyárfás István – gitár; közreműködik: Cseke Gábor kvintett
- 2007: Tavaszi koncert a Zeneakadémián; vendég: Illényi Csaba – hegedű; közreműködik: Atlantisz Kamarazenekar, Fekete-Kovács Kornél és a BSW Brass; karmester: Silló István
- 2006: Koncert a Művészetek Palotájában, Bartók Béla Nemzeti Hangversenyterem; vendég: Illényi Csaba – hegedű, Pirovits Árpád – sztepptánc; Bolyki Brothers; közreműködik: Erkel Ferenc Kamarazenekar, Fekete-Kovács Kornél és a BSW Brass; karmester: Silló István

## Főbb színházi szerepei
- Frederic Lowe: My Fair Lady (Elisa), Toronto, 1998
- Jerry Bock: Hegedűs a háztetőn (a Hegedűs) Budapest, Madách Színház, 1997
- Karinthy–Aszlányi–Gyulai Gál J.–Romhányi: A hét pofon (Maisie Terbanks) Budapest, Karinthy Színház, 1995
- Szirmai Albert: Mágnás Miska (Rolla grófnő), Toronto, 1993
- Kálmán Imre: Csárdáskirálynő (Stázi), Toronto, 1992
- Lehár Ferenc: A Mosoly országa (Mí), New York, 1991